# Baunogenasraid
Der Erdhügel von Baunogenasraid (irisch: Bánóg na Sráide) wurde 1972 ausgegraben. Er ist in den Karten des County Carlow in Irland als Tumulus eingetragen und bestand aus einem Rundhügel von etwa 22,0 m Durchmesser und vier Metern Höhe, der jedoch etwas einplaniert wurde. 
Unter dem Erdhügel wurde eine massive, von einem schweren Deckstein bedeckte Steinkiste vom Typ Linkardstown gefunden, die mittig in einem Steinkreis von etwa 10,0 m Durchmesser lag. Ein zweiter Steinkreis von etwa 11,5 m Durchmesser tangiert den inneren im Süden, während der äußere Kreis, von etwa 15,0 m Durchmesser und Steinen von etwa einem Meter Höhe, den zweiten Kreis im Norden tangiert. Alle Steinkreise lagen unsichtbar im Tumulus. An einigen Stellen gelang der Nachweis, dass es außerhalb des äußeren Steinkreises eine trockengemauerte Hügeleinfassung gegeben hat. In der Steinkiste wurde das Skelett eines männlichen Erwachsenen „von erstaunlicher Größe“ gefunden. Die Beigaben bestanden aus einer kunstvoll dekorierten, rundbodigen Schüssel des Typs Linkardstown (wie er auch in Ballykeel im County Armagh gefunden wurde) und einem kleinen perforierten Gegenstand aus Gagat oder Braunkohle. 
In den oberen Schichten des Hügels wurden zehn Erdbegräbnisse entdeckt (fünf Einäscherungen, fünf Körperbestattungen). Abgesehen von einem einzelnen plankonvexen Feuersteinabschlag kamen keine Beigaben vor. Ein von einem Bulldozer zerscherbtes Gefäß erlaubt den Schluss, dass die zehn Begräbnisse der frühen Bronzezeit angehören.
In der Nähe steht der Menhir von Glenoge.